# Arenas de Iguña
Arenas de Iguña é um município da Espanha na comarca de Besaya, província e comunidade autónoma da Cantábria. Tem 86,8 km² de área e em 2021 tinha 1 703 habitantes (densidade: 19,6 hab./km²).

## Demografia
| Variação demográfica do município entre 1991 e 2004 [carece de fontes?] | Variação demográfica do município entre 1991 e 2004 [carece de fontes?] | Variação demográfica do município entre 1991 e 2004 [carece de fontes?] | Variação demográfica do município entre 1991 e 2004 [carece de fontes?] |
| ----------------------------------------------------------------------- | ----------------------------------------------------------------------- | ----------------------------------------------------------------------- | ----------------------------------------------------------------------- |
| 1991                                                                    | 1996                                                                    | 2001                                                                    | 2004                                                                    |
| 2292                                                                    | 2165                                                                    | 1961                                                                    | 1918                                                                    |